# Lille Kannikestræde
Lille Kannikestræde er en lille gade i Indre By i København, der forbinder Store Kannikestræde med Skindergade.
Navnet kendes fra 1609 som Liden Cannickestræde, men gaden er formentlig ældre. Kannik var betegnelsen for en katolsk gejstlig, der var medlem af et domkapitel. Kannikerne ved Vor Frue Kirke i København havde hovedsageligt deres gårde i Store Kannikestræde, deraf navnet.
Forfatteren og præsten Steen Steensen Blicher boede i Lille Kannikestræde, indtil hans hus brændte under Københavns bombardement i 1807. Kogebogsforfatteren Anne Marie Mangor og den kongelige skuespiller Ludvig Phister boede begge i nr. 4. Denne bygning, der opførtes i 1830-1831, husede stiftelsen {Krigsråd Mørks Minde. Det var krigsrådens datter, Emilie Henriette Mørk, der stod bag det filantropiske projekt. Formålet var at give enker og ugifte kvinder fra den bedre klasse midler til at leve det liv, de oprindelig var født til.